# 背信行為
背信行為（はいしんこうい、英語: perfidy）は、信義に反するような行為をして、相手の信用・信頼を失わせる行為のことを指す言葉である。
戦時中に真実を告げる必要性が生じている場合に、休戦旗・赤十字旗などを不当に掲げたり、降伏を偽装したりするなどして、敵方の行動を誤らせる行為のことを指す場合もあり、これは戦争でお互いの信頼を裏切る行為となるため、戦時国際法では違法とされている。戦時中の背信行為を禁止した条文としては、1907年のハーグ陸戦規則23条のbや、1949年ジュネーブ諸条約（通称: 赤十字条約）を受けて作られた1977年の第一追加議定書第37条第1項などが挙げられる。

## 契約における背信行為
賃貸借契約を始めとした当事者間での高度な信頼関係が必要な継続的契約では、当事者同士の間での信頼関係を破壊するほどの債務不履行がなければ、その契約を解除することができないことを指し、これは無断転貸・無断賃借権譲渡が生じた場合について定めた民法第612条第2項や、当事者の一方に債務不履行があった場合について定めた民法541条などに規定されている。

## 類語
類語としては「裏切り行為」「逆心」「内通」「反逆」「謀反」「乱逆」などがある。